# 浅井タケ
浅井 タケ（旧姓: 山田、アイヌ名: タㇵコナンナ (Tahkonanna)、1902年4月5日 - 1994年4月30日）は、樺太アイヌ語話者としてアイヌ語・伝承文学の記録に大きく貢献した。母語として樺太アイヌ語を話す最後の世代であったと考えられている。

## 人物・生涯
父・山田チクユピ（アイヌ名：Sahpo)、母・テツ子（アイヌ名：Tekakunkemah）との間に、当時ロシア領であった樺太西海岸のアイヌコタンであるオタスフ（Otasuh／小田洲。終戦時は恵須取郡珍内町）で生まれるが、生後まもなく失明する。父親は1902年病死、母親はタケが18歳のときに亡くなる。幼少期より、子守で生計を立てた。
樺太真岡郡真岡町出身のアイヌ・浅井政治と結婚し、太平洋戦争後は北海道沙流郡平取町振内に移住した。1961年に夫と死別し、1974年に門別町立特別養護老人ホーム「得陽園」で暮らし始める。1983年に、言語学者の村崎恭子と面会した際、樺太アイヌ語が完璧であったことが確認されている。1993年5月札幌の東札幌病院に入院し、1994年4月30日、同病院にて92歳で死去。

## 著作物
- 浅井タケ（著）、村崎恭子（編訳）『樺太アイヌの昔話 浅井タケ口述』2001年4月　草風館　ISBN 978-4883231188　CD版、54話10枚組(2001年)